# Ophiostomatales
Ophiostomatales é uma ordem de fungos da classe Sordariomycetes.